# Атращенков Валерій Володимирович
Валерій Володимирович Атращенков (народився 20 серпня 1984 у м. Харків, СРСР) — український бадмінтоніст. Майстер спорту міжнародного класу.
Бадмінтоном займається з 10-ти років. Перший тренер — сестра Наталія Головкіна.
Чемпіон України в одиночному розряді (2010,2012), парному розряді (2007, 2010.2011,2012,2013,2014,2016), змішаний розряд(2011,2014,2015,2016). Учасник чемпіонатів Європи 2006, 2008, 2010.
Переможець Slovak International в одиночному розряді (2008), змішаному парному розряді (2008). Переможець Swedish International Stockholm в змішаному парному розряді (2009). Переможець Romanian International в змішаному парному розряді (2007, 2009). Переможець Hatzor International в змішаному парному розряді (2007). Переможець Austrian International в змішаному парному розряді (2010).
Тренер: Геннадій Махновський.